# Club Mariscal Braun
El Club Mariscal Braun es un club de fútbol con sede en la ciudad de La Paz, Bolivia, que disputa la Asociación de Fútbol de La Paz. Fue fundado el 25 de agosto de 1952 por los trabajadores de la Cervecería Boliviana Nacional, es por esta razón que es conocido popularmente como “el conjunto cervecero” o “los cerveceros”, el nombre es un homenaje al mariscal de Montenegro Otto Philipp Braun. 
Disputa sus partidos de local en el Estadio Hernando Siles con capacidad para 42 000 espectadores.
Fue campeón de la AFLP en siete ocasiones y también fue subcampeón de la Copa Simón Bolívar en 1999.
Participó en la Liga de Fútbol Profesional Boliviano entre los años 2000 y 2002, descendiendo en esa última temporada.

## Historia

### Fundación
El Club Mariscal Braun fue fundado el 25 de agosto de 1952 por los trabajadores de la Cervecería Boliviana Nacional (CBN), el nombre es un homenaje al mariscal Otto Philipp Braun.

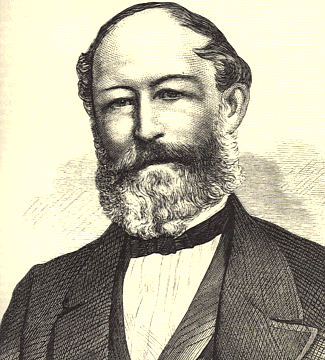
Mariscal Otto Philipp Braun en el año 1868 a sus 70 años de edad.

Fueron miembros de la Cervecería Boliviana Nacional quien, a la cabeza de los señores: Ramón Manuel Zapata, Ángel Fuentes, Francisco Sánchez, Darío Ortiz, Mario Maldonado, Hugo Córdova, Ismael Prieto, Carlos Buezo, Evaristo Roncal, Hugo A. Valencia, entre otros; dieron inicio a la institución "blanquinegra" ejerciendo como parte del primer directorio del club.
En era Amateur del fútbol, el Club Mariscal Braun logró su primer título en la Asociación de Fútbol de La Paz en el año 1982 tras vencer a Litoral. En 1988 Mariscal Braun logra su segunda estrella a costa de Chaco Petrolero. A partir de finales de la década del 80, fue donde el conjunto “Cervecero” empezó a posicionarse entre los mejores equipos de la ciudad demostrando identidad y buen juego colectivo.
Por cuatro años consecutivos (desde 1990 hasta 1994), Mariscal Braun, consigue los subcampeonatos del torneo de la AFLP luego de perder en las finales en ante Litoral, Chaco Petrolero (en 2 oportunidades) y Always Ready. El equipo "Blanquinegro" empezaba a consolidarse entre los mejores. Finalmente, en 1996 y 1998 se repite la historia de lograr 2 subcampeonatos más. La Paz FC. (Ex Atlético Gonzales) y Litoral fueron los verdugos en esas apasionantes finales. Fue a partir del siguiente año, donde el destino del Club cambiaría.
En 1999, bajo la presidencia del Dr. Luis Alípaz, Mariscal Braun logra su tercer título en la AFLP, tras vencer a Litoral. Ese mismo año participa en el Torneo de ascenso "Simón Bolívar" donde se adjudica el subcampeonato (derrota por penales) ante Club Atlético Pompeya. Pese a ello, el conjunto “Cervecero” logra vence en el descenso indirecto en una dramática final a San José, en el partido de ida perdió en Oruro 1:0 y en la vuelta consigue vencer por 2:1 en el Global estaban igualados (2:2) por lo que se definió en los tiros penales dónde Braun fue victorioso por 4 a 3 y logra subir a la Liga del Fútbol Profesional Boliviano por primera vez.

### Era liguera
En su primera temporada en la liga jugó su primer partido ante The Strongest el 6 de febrero con resultado adverso 0:1.
Mariscal Braun participó en la Liga de Fútbol Profesional Boliviano desde el año 2000 hasta el 2002, logrando generar respeto ante sus adversarios y simpatía ante los amantes del fútbol a nivel nacional. Luego de dos años en el máximo sitial del fútbol nacional Braun descendió de categoría.

### La hegemonía
En su retorno al torneo de la AFLP, en 2003 Mariscal Braun logra un nuevo subcampeonato tras perder la final ante La Paz F.C. Los años 2005, 2006 y 2007 fueron inolvidables luego de conseguir el tricampeonato donde la escuadra “Cervecera” demostró hegemonía en el balompié paceño. En 2008 se consigue un segundo lugar ante ABB para que un dos después (2010) los “Blanquinegros” puedan sacarse la espina y consigan su 7.º título.
Después de 10 años Mariscal Braun retorna para recuperar el sitial que le corresponde.

## Dirigencia
Este es la directiva actual del Club Mariscal Braun de la temporada 2020:
- Presidente: Dr. Luis Alípaz.

- Vicepresidente: Ricardo Alípaz.
- 2do. Vicepresidente: Damian Grisi.
- 3er. Vicepresidente: Gabriel Alípaz.
- Secretario general: Mateo Pacheco.
- Fiscal general: Mateo Alípaz.
- Área de finanzas: Pablo Suárez.
- Área deportiva: Francesco Foglino
- Área deportiva: Alexander Brockmann.
- Área deportiva: Marcelo Palomeque.
- Área de Marketing: Gabriel Kavlin.
- Área de comunicación: José Garrón.
- Área de comunicación: Juan Camilo Arenas.
- Relaciones Internacionales: Pablo Tavera
- Relaciones Internacionales: Benjamin Rivas

## Símbolos

### Escudo

El escudo del Club Mariscal Braun fue modificado en una ocasión. El club realizó una serie de cambios menores el año 2020. Dichas modificaciones son las primeras que se le hace al escudo desde 1952.

## Indumentaria
Los colores representativos del Club Mariscal Braun son el blanco y el negro.
- Uniforme titular: Camiseta con rayas horizontales blancas y negras, pantalón negro y medias negras.

| Titular |

## Instalaciones

### Estadio

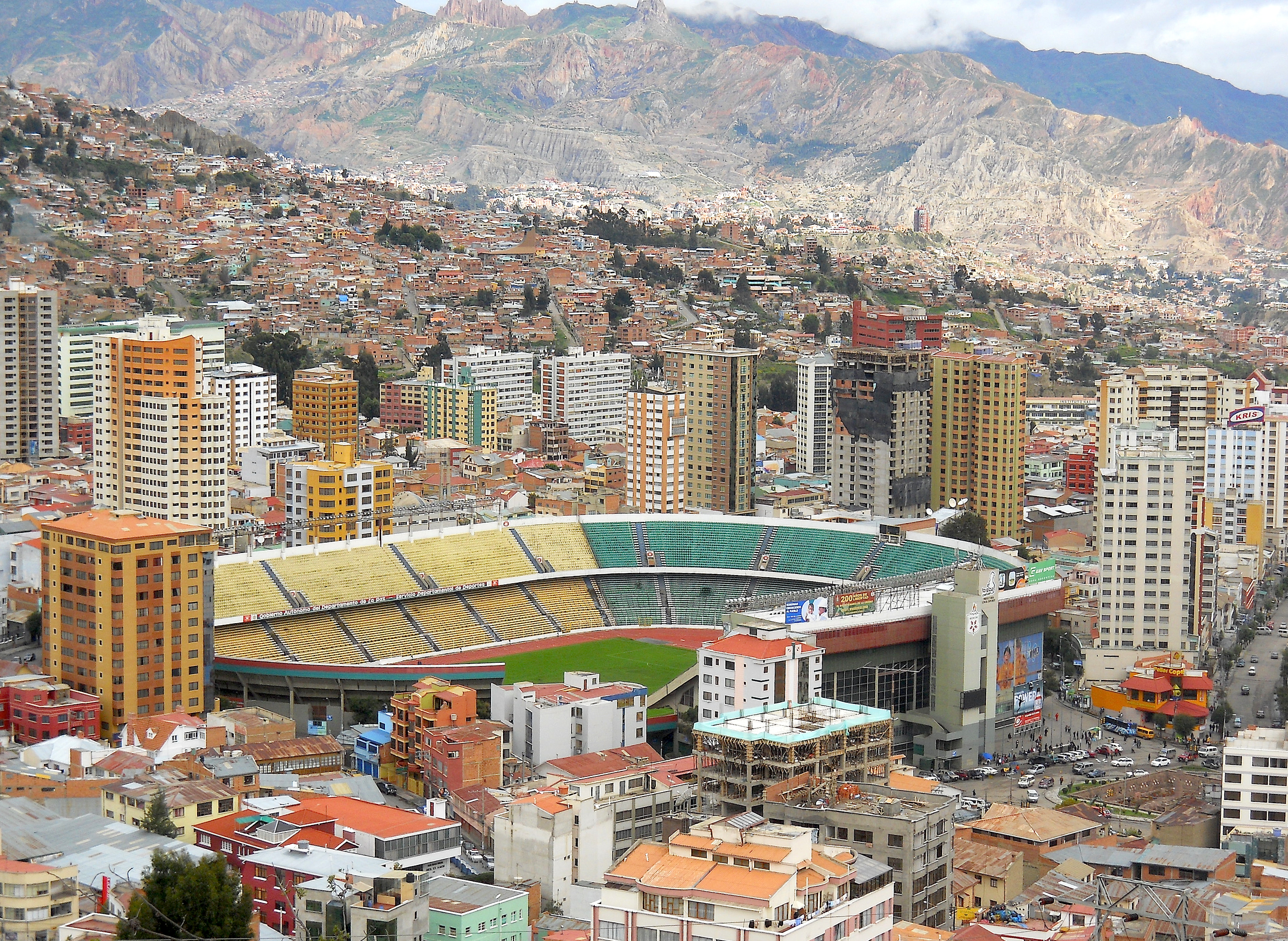
Vista del estadio desde el Barrio Miraflores.

Disputa sus encuentros de local en el Estadio Hernando Siles de La Paz, el más amplio del país. Inaugurado en 1931, el recinto tiene un aforo para 45 143 espectadores, y ha sido sede de tres Copas América, numerosos encuentros de las eliminatorias para la Copa Mundial de la FIFA
El estadio está localizado en el barrio de Miraflores, a una altitud de 3.601 metros sobre el nivel del mar, haciéndolo uno de los estadios profesionales más altos del mundo.

## Datos del club
- Puesto histórico: 28.º
- Temporadas en Primera División: 3 (2000-2002).
- Partidos jugados: 128.
  - Ganados: 39.
  - Empatados: 21.
  - Perdidos: 68.
- Goles en Primera División:
  - A favor: 166.
  - En contra: 230.
  - Diferencia de gol: -65.
- Primer partido en torneos nacionales: 0 - 1 contra The Strongest (6 de febrero de 2000).

### Ascensos y descensos
- 1999:  Ascenso de la Copa Simón Bolívar a la Primera División de Bolivia.
- 2002:  Descenso de la Primera División de Bolivia a la Asociación de Fútbol de La Paz.

## Palmarés

### Torneos nacionales
| Competición regional | Títulos | Subcampeonatos |
| -------------------- | ------- | -------------- |
| Copa Simón Bolívar   |         | 1999. (1)      |

### Torneos regionales (7)
| Competición regional  | Títulos                                   | Subcampeonatos                                      |
| --------------------- | ----------------------------------------- | --------------------------------------------------- |
| Campeonato Paceño (7) | 1982, 1988, 1999, 2005, 2006, 2007, 2010. | 1990, 1991, 1992, 1993, 1996, 1998, 2003, 2008. (8) |